# Юебан
Юебан (на китайски: 悅般; на пинин: Yuèbān) е държава в Централна Азия, съществувала от средата на II век до края на V век.

## История
Юебан е създадена от четири рода на северните хунну (чуюе, чуми, чумугун и чубан), които след разгрома от сиенбей около 155 – 160 година, напускат Джунгария и заемат земите от ез. Балхаш до Аралско море, по долното течение на река Чу́й. След смъртта на вожда на сиенбей Таншъхуай, прогонват усуните от Седморечието и се разпростират до планина Тарбагатай.
Държавата е северен съсед на канглите и хионитите ефталити и е подложена на значително согдийско културно влияние. Народът на Юебан е бил известен като хуни на Централна Азия, а те самите се наричали чуйци или чуйски племена. Около 490 година Юебан е унищожен от идващите от югоизток южни хунну – прототюрките тиелъ, които основават държавата Гаоче. След 6 години чуйци влизат в състава на Ефталитската империя, а след това в Жоужанския хаганат. При образуването на Тюркския хаганат, чуйските племена са включени в крилото Дулу под името Алтъ чуб, а след разпадането му се консолидират около племето чумугун и образуват Кимакския каганат. От най-западното крило на кимаките произлизат куманите.
От изселници от Юебан произлиза народът шатуо, който играе активна роля в китайската история през IX – X век. Те основават на територията на Северен Китай от 923 – 982 г., държава от три династии – Късна Тан (923 – 936), Късна Цзинь (936 – 947), Късна Хань (947 – 982). През 13 век част от шатуо били включени в Монголската империя като Ongut (стена) племе, племето подкрепило Чингис хан, при оглавяването на монголците. По това време, част от Onguts са преселени в Хорезм. През 15 век Onguts са били наричани Tumed монголи и бели татари, и в крайна сметка се превръщат в част от Монголската народност.